# Avion Express
Avion Express är ett litauiskt flygbolag som opererar reguljära flyglinjer samt fraktflyg. I Sverige opererar flygbolaget för Storumans kommun på linjen Storumans flygplats - Stockholm-Arlanda På Arlanda flyger man från terminal 3. Reguljärflyglinjerna och fraktflygningarna trafikeras med fyra Saab 340 med 33 passagerarsäten. Avion Express har IATA flygbolagskod N9 och ICAO kod NVD. Tre av flygplanen är konfigurerad till fraktversioner och flygblaget utför uppdrag för Loganair i Storbritannien.
Flygbolaget blev under 2007 uppköpt av det isländska bolaget Icelandic Avion Aviation Trading (AAT), det dåvarande namnet var UAB Nordic Solutions Air Services som blev ändrat till Avion Express år 2008.
Det är nu Avia Solutions Group egendom.

## Destinationer

### FrånStoruman
- Stockholm Arlanda Airport

## Flotta
- 36 stycken Airbus A320 - 180 passagerare
- 3 stycken Airbus A321 - 220 passagerare